# Аквакалда (Савона)
Аквакалда (итал. Acquacalda) је насеље у Италији у округу Савона, региону Лигурија.
Према процени из 2011. у насељу је живело 35 становника. Насеље се налази на надморској висини од 360 м.